# Monumento alla Resistenza (Pesaro)
Il Monumento alla Resistenza è un'installazione sita a Pesaro, collocata in un'aiuola tra viale XXIV Maggio, viale del Risorgimento e il cavalcavia Giorgio De Sabbata. Il luogo fu teatro di uno scontro a fuoco durante la seconda guerra mondiale tra partigiani e nazifascisti.
Pensato come luogo preposto per le adunate, viene definito "monumento-giardino"; è composto da tre distinti elementi:
- una scultura realizzata dall’artista Nino Caruso;[1]
- una struttura architettonica realizzata dagli architetti Fausto Battimelli, Pauline Espagne e Carlo Biscaccianti;
- una zona alberata come ultimo elemento che cinge la struttura.

## Caratteristiche
Il monumento consiste in un grande anfiteatro circolare, leggermente ribassato rispetto al piano stradale, circondato da un muro formato da blocchi di pietra chiara del Furlo appoggiati e non murati.
Su di esso poggia una scultura realizzata in lamiera d'acciaio dello spessore di sei millimetri, interrotta da un'apertura. Il perimetro misura 35 metri per un'altezza complessiva di circa 5 metri. Altri due muri si ergono a partire dalla zona centrale, ed in uno è incisa in piccolo la parola "Resistenza".
La zona verde che circonda il tutto è composta da alti alberi di varie specie.

## Storia
Il monumento fu voluto dall'amministrazione comunale di Pesaro e dal comitato provinciale per le celebrazioni del ventennale della Resistenza.
Scrive lo scultore: "Nella primavera del 1963, l'architetto Fausto Battimelli venne a trovarmi in via Ruggero Fauro; era in compagnia degli architetti Pauline Espagne e Carlo Biscaccianti che rimasero sorpresi di vedermi intento con una saldatrice elettrica alla costruzione di una scultura di metallo. Mi chiesero se avessi abbandonato la ceramica per il ferro, e nello stesso tempo osservavano interessati le sculture che avevo già costruito. Conclusero che quel tipo di scultura si sarebbe adattato benissimo al tipo di monumento che stavano progettando per la città di Pesaro. […] L'idea era quella di realizzare una struttura di tipo nuovo che avesse i suoi motivi ispiratori nel monumento per le vittime di Hiroshima, la Necropoli per i combattenti per la rivoluzione di Prilep e il Cimitero dei fucilati di Belgrado"
Il presidente del consiglio comunale presentò il progetto con queste parole: "non è un monumento nel senso comune della parola ma è 'sistemazione architettonica di una zona a giardino', felicemente scelta perché si tratta di una zona piuttosto abbandonata come manutenzione e anche come stato di vegetazione […] In un certo senso è una interpretazione dello spirito della Resistenza perché vuole dare non tanto un ricordo quanto la presenza della Resistenza, presenza con un giardino che è vivo per sua natura ed è vivo per la frequenza che dovrà determinare di persone ed in modo particolare di bambini."
Fu inaugurato il 20 settembre 1964 alla presenza di numerose autorità, fra le quali il ministro Achille Corona e di una delegazione proveniente dalla Jugoslavia.
Alla realizzazione delle sculture collaborarono gli operai del Cantiere Navale di Pesaro.
Il monumento fu il primo di una serie di sculture che nei decenni seguenti furono poste negli spazi urbani della città. Ogni anno il 25 aprile il corteo cittadino che ricorda la Liberazione termina davanti alla scritta “Resistenza” incisa nel monumento.
Isolato da tre vie di forte traffico, nel corso degli anni il monumento-giardino è stato poco frequentato, diventando come altri luoghi ad esso vicino piazza per attività illecite.
Nel 2018 il sindaco Matteo Ricci propose di spostarlo e di costruire al suo posto un parcheggio. Seguirono a questa dichiarazione proteste di associazioni ambientaliste, politiche e di amanti dell'arte. Vennero quindi presentate proposte di riassetto della zona con conseguente modifica alla viabilità, che lo avrebbero reso in tal modo un luogo di passaggio e lo avrebbero unito ai giardini delle Mura Roveresche.
La questione si chiuse il 26 novembre, quando il sindaco comunicò di avere ricevuto un messaggio della Soprintendenza alle Belle Arti: "[Il monumento] per essere spostato necessiterà di pareri su pareri. […] Noi ci fermiamo qua".

## L'antefatto
Nei pressi del luogo dove sorge attualmente il monumento, il 2 settembre 1944, una pattuglia della Brigata Maiella, aggregata al Corpo Polacco, comandata dal generale Vaclav Anders, dopo aver raggiunto la stazione, a conclusione di ripetuti attacchi contro i tedeschi che si erano verificati a partire dal 28 agosto, fu coinvolta in uno scontro a fuoco. Nel combattimento furono colpiti a morte un civile, un soldato tedesco e il giovane sottotenente Luciano La Marca, capo della pattuglia. Questi fu colpito alla gola da una raffica di proiettili di mitragliatrice, morendo in breve tempo per dissanguamento.
Lo scontro ebbe luogo di mattina tra le nove e trenta e le dieci. Le truppe tedesche subito dopo questo evento abbandonarono Pesaro, ma non prima di aver minato e fatto saltare in aria i due ponti sul Foglia. I soldati del contingente canadese nel giorno precedente avevano sfondato la Linea Gotica a Montecchio (nell'odierno comune di Vallefoglia), conquistando quota 204, luogo strategico sopraelevato, dal quale si dominavano le Valli del Basso Foglia e del Tavollo, fino a Cattolica. In tal modo i tedeschi furono costretti a ritirarsi precipitosamente verso la Linea Coriano-Rimini per evitare l’accerchiamento.
Nel primo pomeriggio, dalla via Miralfiore, giunsero a Pesaro le colonne del Corpo Polacco (divisioni "Cracovia" e "Lancieri dei Carpazi"), alle quali erano aggregate alcune compagnie di italiani del Corpo Italiano di Liberazione, e i già citati partigiani abruzzesi della Brigata Maiella. Il contingente faceva parte della VIII Armata britannica, alla quale era stato destinato il teatro di guerra sul fronte est (Costa Adriatica), al comando del generale Edward Leese. Ad ovest, in Toscana, operava invece la V Armata americana.
In precedenza, alle dieci e trenta del 25 aprile, l'adiacente area del Piazzale Lazzarini era stata colpita pesantemente da un attacco aereo, condotto da uno stormo di bombardieri B-17 della SAAF (South African Air Force), integrata nell’omologa inglese RAF (Royal Air Force), che aveva causato grandi distruzioni e 17 vittime civili.

## Il giudizio della critica
Nel 1966 una mostra alla galleria d'arte La Borgognona di Roma presentò tutto l'iter progettuale del monumento pesarese. Venivano riportati i giudizi del critico Giovanni Carandente e dell'architetto Carlo Aymonino. Nel 1967 l'Istituto nazionale di architettura IN/ARCH di Roma assegnò al monumento il premio regionale IN/ARCH per le Marche.
La giuria, presieduta dal senatore Emilio Battista e composta dagli architetti Melchiorre Bega, Claudio Dall’Olio, Mario Magistrelli, Luigi Pellegrin e dall’ingegner Pietro Montini, scrisse:
"La Commissione Giudicatrice […] ha deciso di assegnare il premio al Monumento alla resistenza di Pesaro […] per aver compiuto, di fronte a un tema difficile data la situazione urbanistica non esemplare, un apprezzabile tentativo, con esito peraltro positivo, di vitalizzare e rendere fruibile tale spazio, ponendolo in connessione con il tessuto viario e arboreo circostante; per essere rifuggiti dalla facile tentazione della simbologia, che il tema del monumento suggeriva; di particolare rilievo è, nei dettagli e nell'insieme, l'opera scultorea."